# Crete (Illinois)
Crete és una població dels Estats Units a l'estat d'Illinois. Segons el cens del 2000 tenia 7.346 habitants.

## Demografia
Segons el cens del 2000, Crete tenia 7.346 habitants, 2.704 habitatges, i 2.090 famílies. La densitat de població era de 444,6 habitants/km².
Dels 2.704 habitatges en un 34,1% hi vivien nens de menys de 18 anys, en un 66,4% hi vivien parelles casades, en un 7,3% dones solteres, i en un 22,7% no eren unitats familiars. En el 19,2% dels habitatges hi vivien persones soles el 8,3% de les quals corresponia a persones de 65 anys o més que vivien soles. El nombre mitjà de persones vivint en cada habitatge era de 2,67 i el nombre mitjà de persones que vivien en cada família era de 3,06.
Per edats la població es repartia de la següent manera: un 24,7% tenia menys de 18 anys, un 6,2% entre 18 i 24, un 26,8% entre 25 i 44, un 28,4% de 45 a 60 i un 13,9% 65 anys o més.
L'edat mediana era de 41 anys. Per cada 100 dones de 18 o més anys hi havia 92,4 homes.
La renda mediana per habitatge era de 67.671 $ i la renda mediana per família de 73.987 $. Els homes tenien una renda mediana de 51.191 $ mentre que les dones 31.090 $. La renda per capita de la població era de 29.671 $. Aproximadament el 0,6% de les famílies i l'1,6% de la població estaven per davall del llindar de pobresa.

## Poblacions properes
El següent diagrama mostra les poblacions més properes.